# فالدورن
والدورن (بالألمانية: Walldürn) هي مدينة وبلدة ألمانية تقع في بادن-فورتمبيرغ في ألمانيا. يقدر عدد سكانها بـ 11,934 نسمة .

## المدن التوأمة
مدن سنكوتارد ‏، Montereau-Fault-Yonne وKüllstedt هي مدن توأمة لـوالدورن.

## أعلام
- سيلفيا نايد
- والتر ماكس زيمرمان